# Chrysonotomyia susbelli
Chrysonotomyia susbelli — вид їздців родини евлофід (Eulophidae). Описаний у 2024 році.

## Назва
Видовий епітет susbelli приблизно перекладається з латинської мови як «бойова свиня», посилаючись на талісман Віського коледжу (Wiess College) при Університеті Райса. Офіційні кольори коледжу дуже схожі на забарвлення спини C. susbelli.

## Поширення
Ендемік США. Поширений у Техасі. Типові зразки зібрані на території кампусу Університету Райса в Г'юстоні.

## Опис
Це крихітна оса, самиці якої мають розміри 1,0–1,2 мм, а самці — 0,9 мм. Мезосома переважно золотисто-жовта з темно-коричневими плямами на спині. Подібний до Chrysonotomyia corynata, але відрізняється відтінком і спинним малюнком; дорселлюм видно на спині; вусики не чітко булавоподібні, складаються з п'яти темно-коричневих сегментів; черевце з темно-коричневими поперечними смугами. Самець C. susbelli дуже схожий на самицю, за винятком меншого розміру та більш насиченого темно-коричневого кольору.

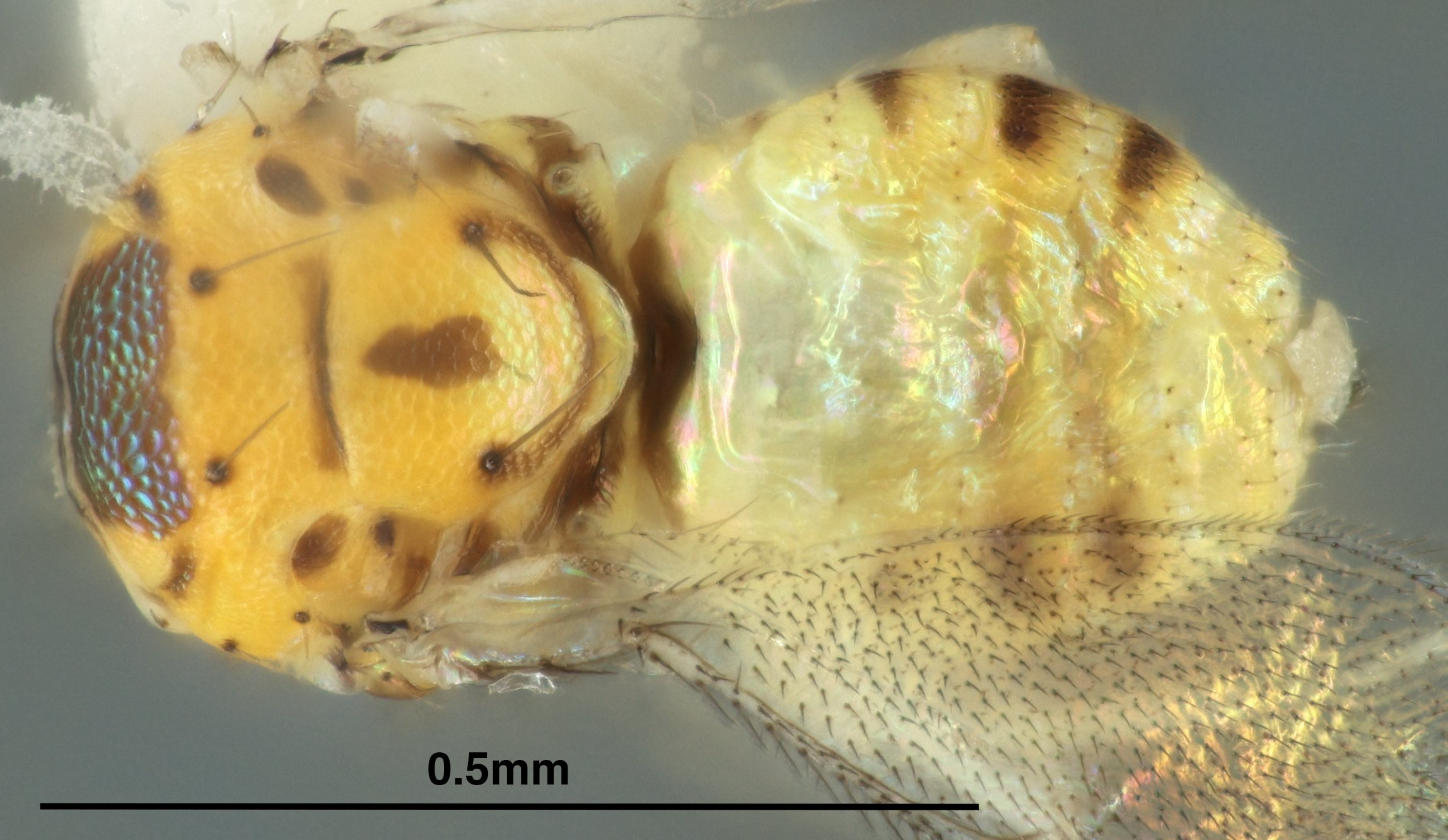
Самиця
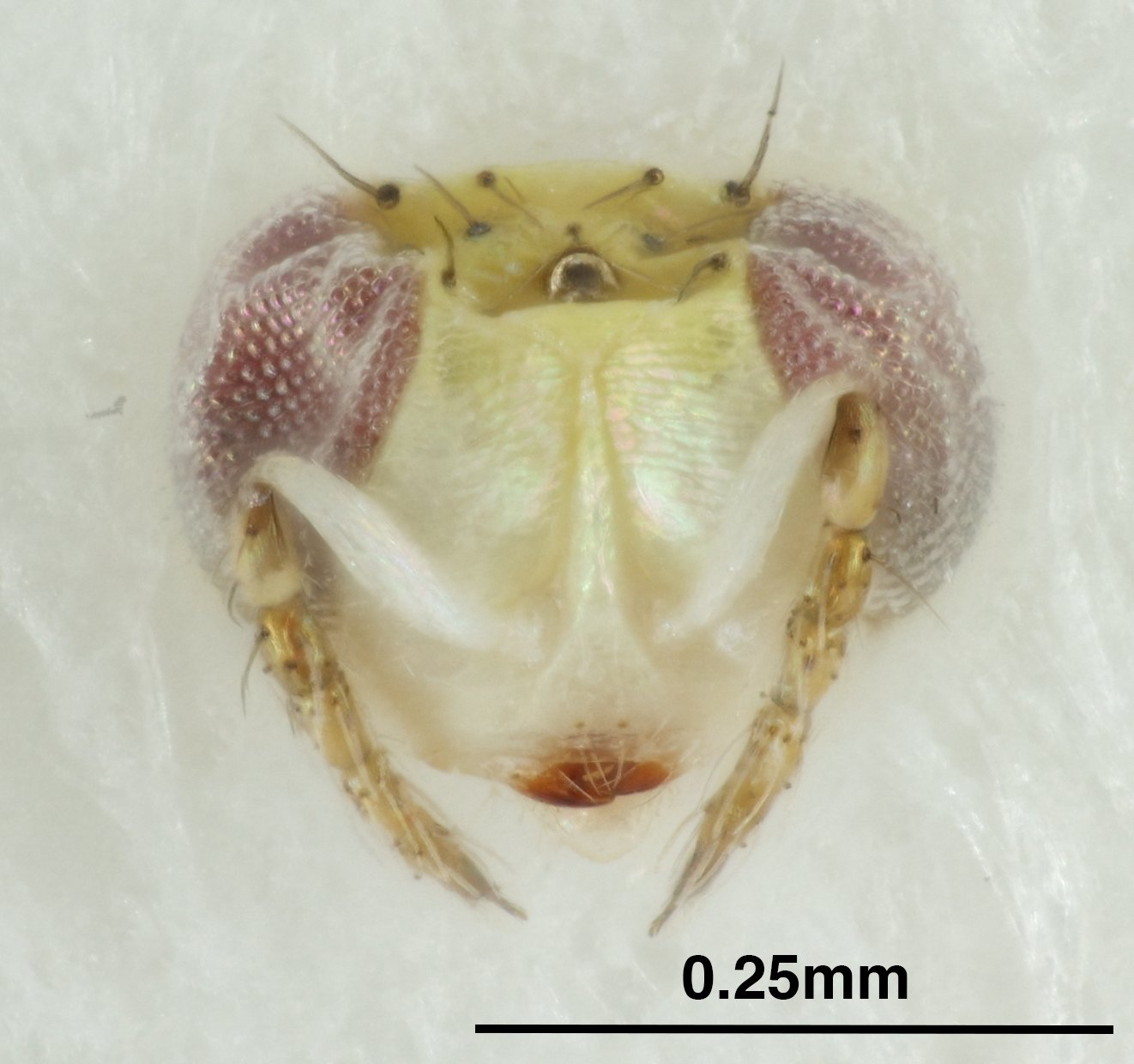
Голова самиці
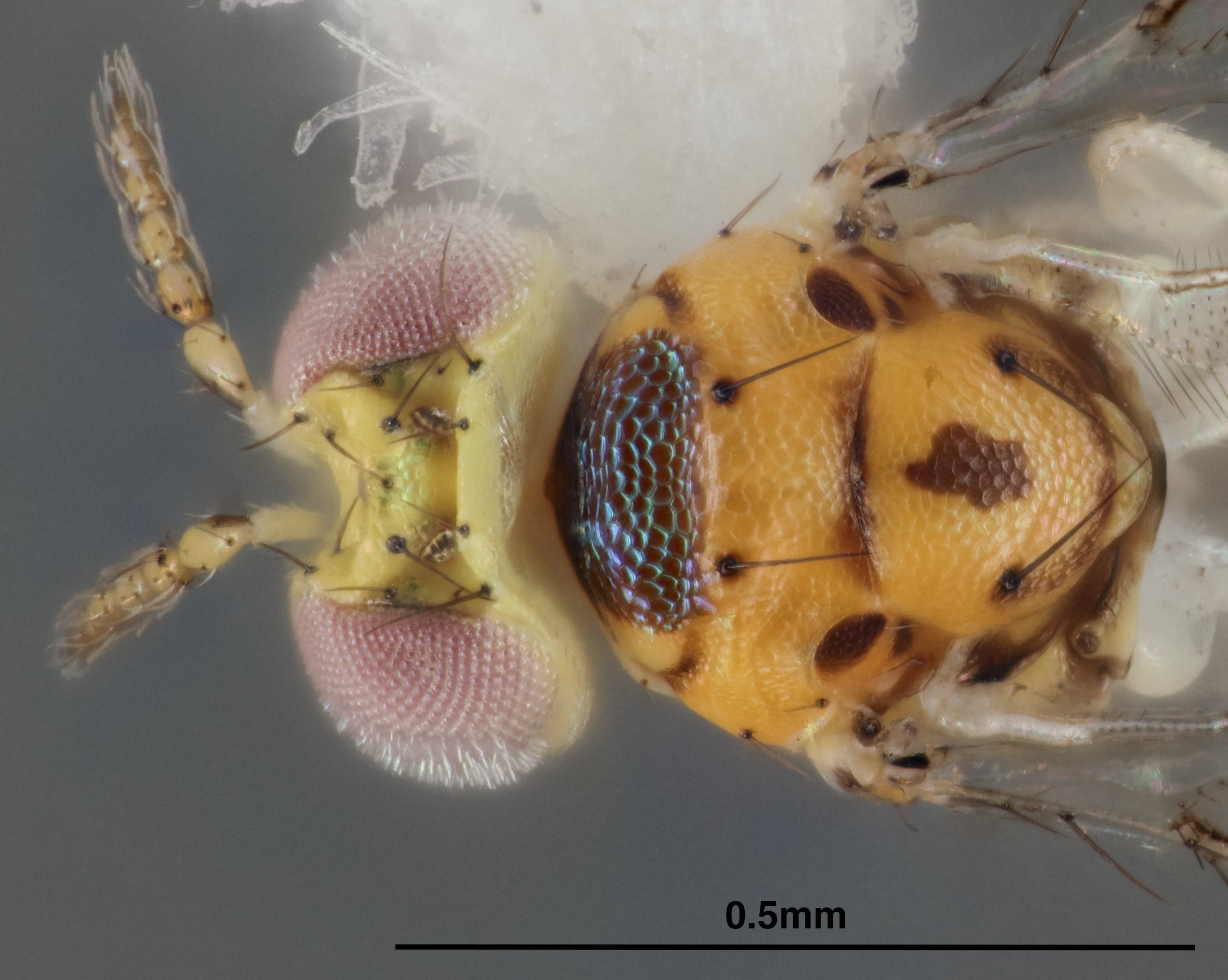
Самець
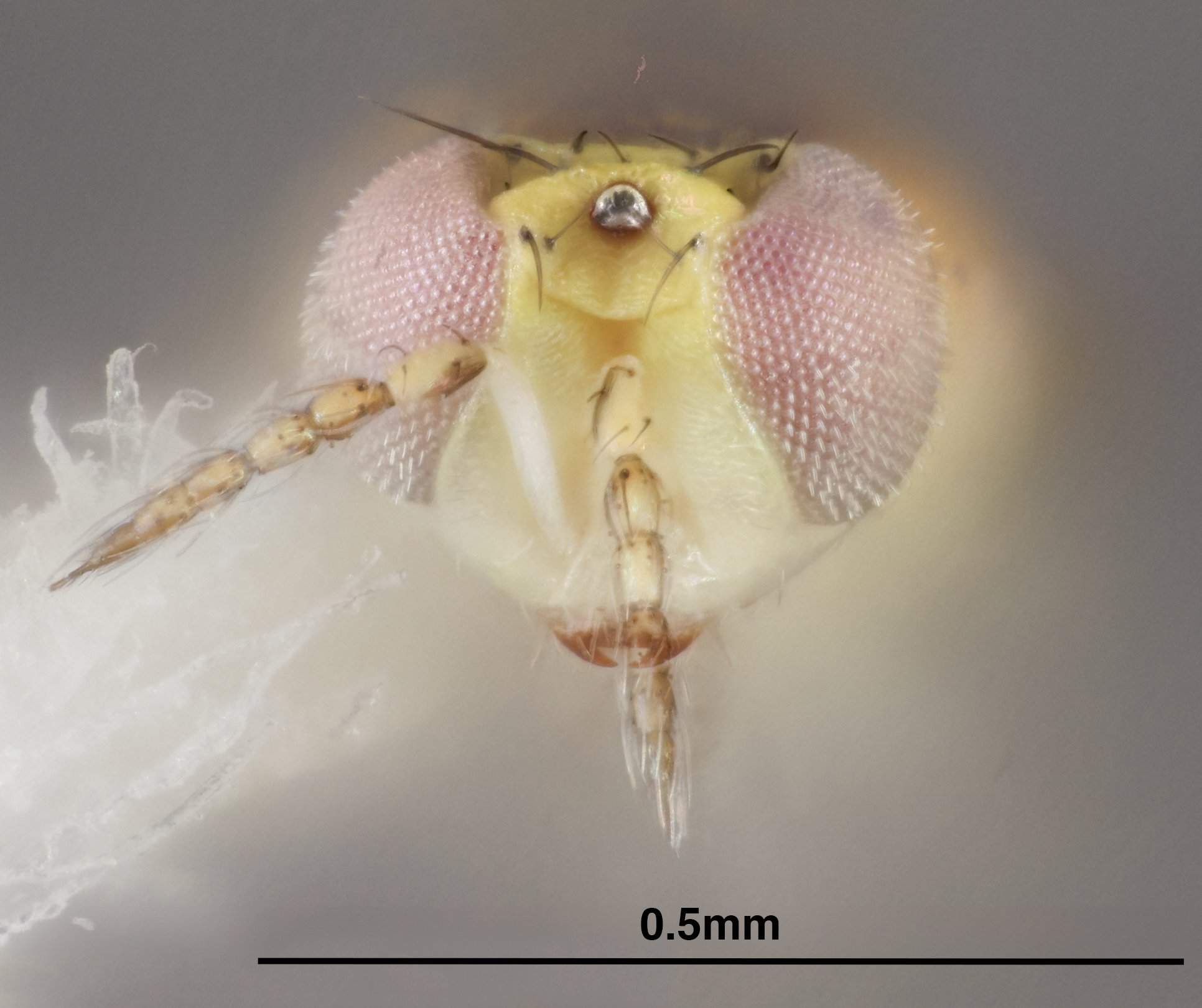
Голова самця

## Спосіб життя
Відомо, що Chrysonotomyia susbelli паразитує на галовій осі Neuroterus bussae з родини Cynipidae. N. bussae навесні утворює невеликі скупчення м'ясистих круглих галів на листках південного дуба (Quercus virginiana). Спостерігали, що Chrysonotomyia susbelli з'являється з галлів Neuroterus bussa з 18 квітня по 10 травня, а також спостерігається активність на живому листі дуба до 18 травня. Крім того, було помічено, що дорослі самиці пересуваються лише зигзагами як у польових, так і в лабораторних умовах.